# Israel Nature and Parks Authority

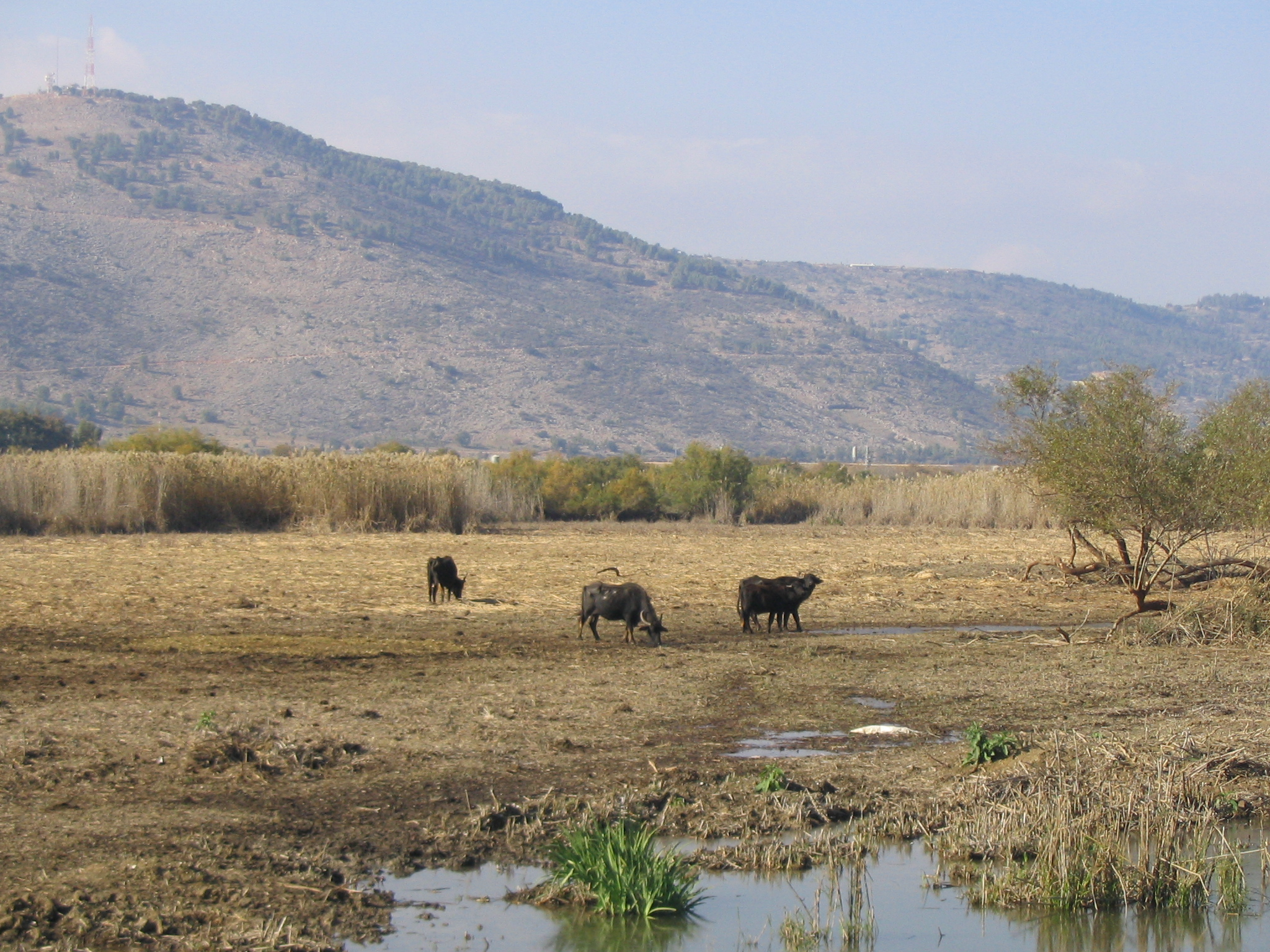
Riserva naturale della valle di Hula.

La Israel Nature and Parks Authority, abbreviato in INPA, (Rəschut ha-Teva wə-ha-Ganim, in ebraico רְשׁוּת הַטֶּבַע וְהַגַּנים, traslit.: Rəšūt ha-Teva wə-ha-Ganīm; in italiano: «Autorità della Natura e dei Parchi») è l'agenzia governativa che gestisce e si prende cura delle riserve naturali e dei parchi nazionali in Israele. L'autorità, con sede a Gerusalemme, venne creata nel 1998 dall'unione tra l'autorità per la gestione delle riserve naturali e l'autorità per i parchi nazionali, che esistevano dal 1964.

## Regioni di interesse
L'INPA si occupa in tutto di 41 parchi nazionali e 13 riserve naturali, suddivise in sei regioni diverse:
- alture del Golan, lago di Tiberiade e Galilea;
- Galilea inferiore e valli della Galilea;
- monte Carmelo, costa mediterranea e Israele centrale;
- Giudea e Mar Morto;
- deserto del Negev;
- Eilat e depressione di Arava al confine con la Giordania.